# 第一人称视角游戏

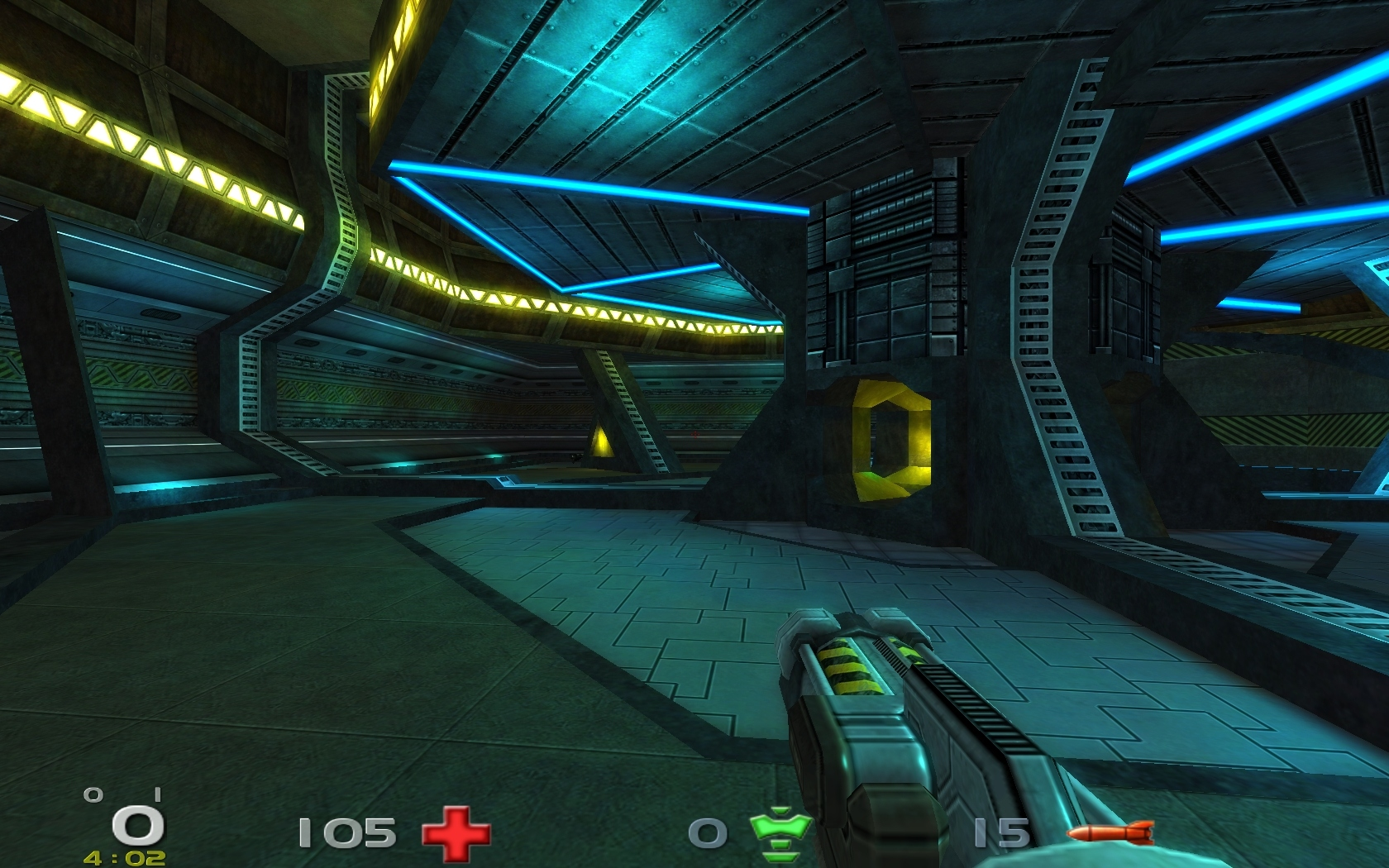
一款第一人稱視角遊戲（Nexuiz）

第一人称视角游戏（英語：first-person game）是从3D游戏创建时出现的游戏类型。与之前的所有2D游戏不同，第一身游戏是屏幕上并不出现玩家所控制的游戏主角，而是表现为主角的视野。大多数第一人称游戏能看到主角的双手和双手中所拿的物品，也有一些游戏能看到游戏主角头部以下的部分。一些只在使用物品时出现手的动作或者物品改变的图像游戏也是第一身游戏，包括一些幻灯片式的解谜游戏。

## 优点
第一人称游戏因为是以主角的视野进行观看，所以对于一些游戏中细节的东西看的更清楚，而且第一人称游戏的代入感也很强。

## 缺點
第一人稱視角遊戲容易產生暈動病（尤其是具有模擬走路時視角晃動效果的遊戲更加明顯），其嚴重程度因個別玩家體質與適應能力而有不同，有人可以很輕鬆地適應並遊玩第一人稱視角遊戲，有人則是症狀嚴重到無法繼續遊戲。

## 相关游戏
历史上著名的第一人称游戏有德軍總部3D（Wolfenstein 3D）；戰慄時空（Half-Life）；反恐精英（Counter-Strike）；戰地風雲（Battlefield）；使命召唤（Call of Duty）；當個創世神（Minecraft）；鬥陣特攻（Overwatch）；絕地求生（PlayerUnknown's Battlegrounds）等。